# Irvillac
Irvillac is een gemeente in het Franse departement Finistère (regio Bretagne). De plaats maakt deel uit van het arrondissement Brest. Irvillac telde op 1 januari 2022 1.427 inwoners.

## Geografie
De oppervlakte van Irvillac bedroeg op 1 januari 2022 29,6 vierkante kilometer; de bevolkingsdichtheid was toen 48,2 inwoners per km².

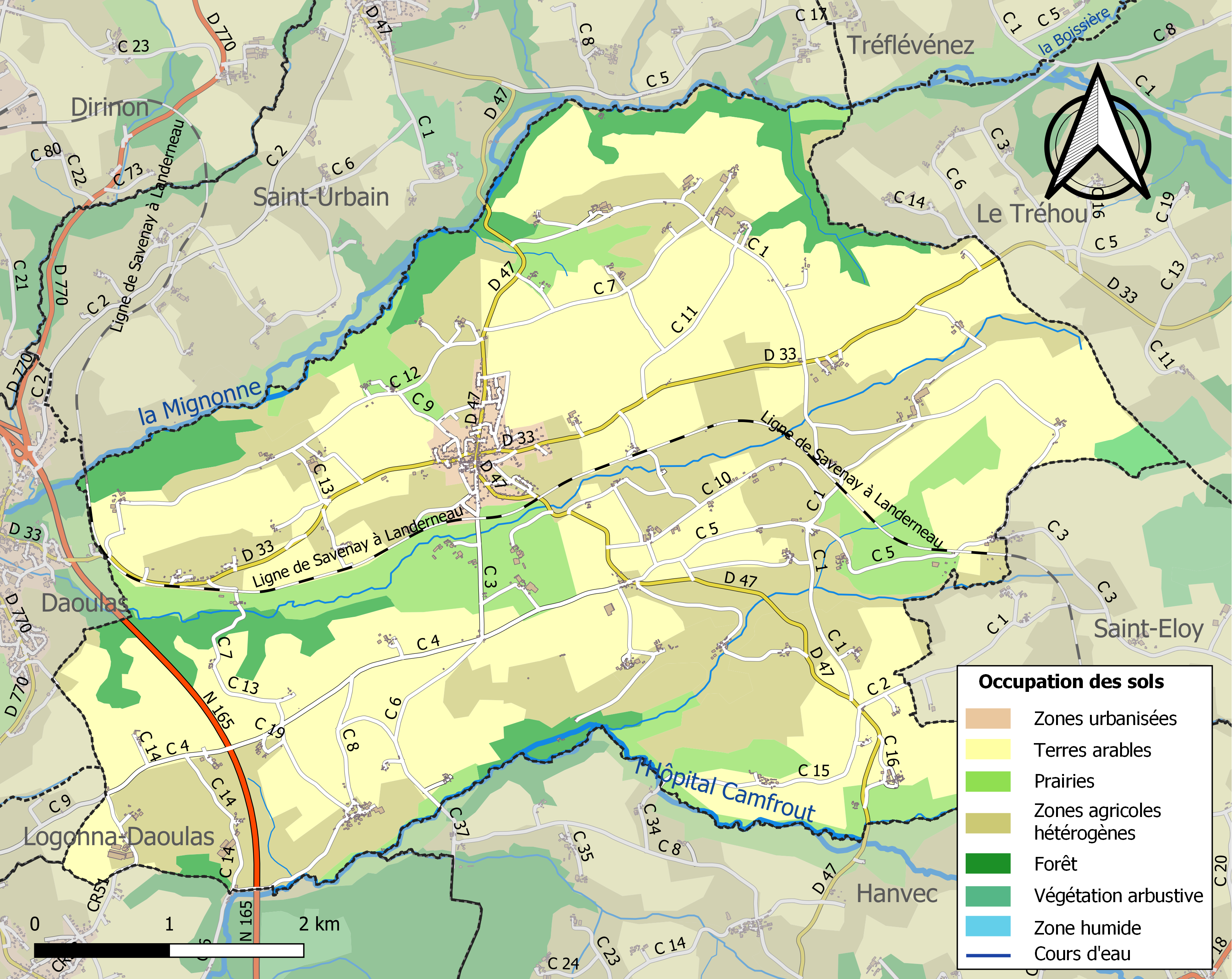
Kaart van de gemeente met belangrijkste infrastructuur, bodemgebruik en omliggende gemeenten

## Demografie
Onderstaande figuur toont het verloop van het inwonertal (bron: INSEE-tellingen).